# Carl Edvard Dahlman
Carl Edvard Dahlman, född 3 november 1828 i Ärlingsrud, Köla socken, Värmlands län, död 21 oktober 1900 i Stockholm, var en svensk kartograf.
Dahlman blev vice kommissionslantmätare 1856 och anställdes 1863 vid det 1859 upprättade Ekonomiska kartverket, där han 1867 förordnades att biträda vid övervakandet och kontrollen av arbetena. År 1896 tog han avsked som kartograf.

## Verk i urval
- Kartor över Ekshärads, Norra Finnskoga, Frykeruds, Kils och Stavnäs socknar i Värmland (1856-59)
- Ankologisk och fysisk karta över Sverige, med geografi (1857; tillsammans med Carl Adolph Agardh)
- Karta över Värmlands län (1862)
- Karta över Mälaren och dess omgivningar (1868, flera upplagor)
- Karta över Stockholm (1871; tillsammans med R. Brodin)
- Ny och fullständig järnvägs-, post-, telegraf- och reskarta över Sverige (1868, flera upplagor)
- Kultur- och reskarta över Sverige, upptagande språk-, träd- och djurgränser samt järnvägar, diligens- och ångbåtsleder (1876, flera upplagor)
- Väggkarta över beteckningssätten å de svenska kartarbetena (1878)